# Miles Burke
Miles Burke (n. 15 ianuarie 1885, Saint Louis, Missouri, SUA – d. 25 decembrie 1928, Saint Louis, Missouri, SUA) a fost un boxer ce a reprezentat Statele Unite ale Americii, medaliat olimpic. A participat la o ediție a Jocurilor Olimpice (1904) în care a câștigat o medalie de argint.

## Participări
Lista de mai jos prezintă principalele competiții la care a participat Miles Burke de-a lungul carierei.
- boxing at the 1904 Summer Olympics – flyweight[*]